# Gertschosa cincta
Gertschosa cincta är en spindelart som först beskrevs av Banks 1929.  Gertschosa cincta ingår i släktet Gertschosa och familjen plattbuksspindlar.
Artens utbredningsområde är Panama. Inga underarter finns listade i Catalogue of Life.